# Onoma
Onoma (ранее известная как Square Enix Montreal) — монреальская студия, принадлежащая компании Embracer Group. Специализируется на разработке мобильных игр. Известна благодаря серии игр GO, разработанных для мобильных устройств, а также портированных на другие платформы.
Основана в ноябре 2011 года с целью создать новую игру из серии Hitman для консолей, но планы изменились в 2013 году, когда было решено, что студия будет выпускать мобильные игры. Компания разработала две мобильных игры по вселенной Hitman: Hitman GO (2014) и Hitman: Sniper (2015). Высокие оценки первой и коммерческий успех второй игры сподвигли студию на создание ещё двух игр из серии GO: Lara Croft GO (2015) — продолжение серии Tomb Raider, и Deus Ex GO (2016) — из серии Deus Ex. В августе 2022 года компания была куплена Embracer Group и прошла ребрендинг, однако в ноябре новый владелец объявил о закрытии Onoma.

## История
Руководство Square Enix объявило об открытии новой студии — Square Enix Montreal — в Монреале в ноябре 2011 года. При этом планировалось, что её главой будет Ли Синглтон, бывший генеральный менеджер Square Enix London. Задачей новой студии было создание игр AAA-класса. Изначально коллектив Square Enix Montreal включал четырёх человек — Ли Синглтона и трёх разработчиков из IO Interactive, но со временем общий штат сотрудников планировалось довести до 150 человек. Первым проектом студии должен был стать новый Hitman для консолей, разрабатываемый совместно с другой дочерней компанией Square Enix IO Interactive. Однако годом позже было решено, что студия сосредоточится на производстве игр для мобильных устройств. Её новым директором стал Патрик Нод, имевший опыт в подобных начинаниях. Компания потратила две недели на разработку мобильных приложений Hitman GO (2014) и Hitman: Sniper (2015). Первая игра начала серию пошаговых головоломок GO, а во второй надо играть за Агента 47 и устранять заданные цели с помощью снайперской винтовки. Хотя Hitman GO и последующая игра студии Lara Croft GO (2015, основана на серии игр Tomb Raider) получили награды и признание критиков, у них были скромные продажи, в отличие от Hitman: Sniper, который стал основным источником дохода студии.
В 2016 году при разработке игры Deus Ex GO сотрудники студии разделились на две половины — одна занималась серией GO, а другая — обновлениями Hitman: Sniper. Во время выпуска Deus Ex GO в студии работало больше 40 человек.

### Серия игрGO
Серия пошаговых головоломок GO, созданная для мобильных устройств, получила положительные отзывы от критиков. Райан Маккафри из IGN назвал первые две игры (Hitman GO и Lara Croft GO) «самыми умными» мобильными проектами. Сэм Лавридж из Digital Spy охарактеризовал всю серию как чрезвычайно успешную. Игры используют простую механику геймплея, чтобы переместить главного героя. С каждой новой игрой Square Enix Montreal переосмысливает основные элементы геймплея. К выходу Deus Ex GO, студия выпустила документальные ролики о процессе создания серии.
Игры GO имеют более широкую аудиторию, чем Hitman: Sniper. Студия частично приписывает успех серии себе, и благодаря этой франшизе, Square Enix Montreal нередко помогает в разработке и издании игр от материнской компании.
В июне 2018 года глава студии Патрик Нод сказал, что студия прекратила работу над этой серией. Глава заявил, что серия «была отличной», но из-за неспособности конкурировать с бесплатными продуктами, студия решила закончить работу над серией GO. «Грустно видеть, что в наши игры играет только маленькая часть геймеров из-за цены» — сказал Нод. Студия продолжит заниматься мобильными играми, при этом Патрик сказал, что Square Enix Montreal в будущем создаст «высококачественный первозданный мобильный проект».

### Разработка бесплатных игр
После 2016 года Square Enix Montreal переключила своё внимание на разработку бесплатных видеоигр и переходит к фазе 2.0. К марту 2021 года студия увеличила штат до 170 сотрудников. Материнская компания Square Enix анонсировала мобильную игру Hitman Sniper Assasins, а также мобильную версию Space Invaders с элементами дополненной реальности.

### Смена владельца и закрытие
2 мая 2022 года представители Embracer Group объявили о приобретении трёх студий (Crystal Dynamics, Eidos Montreal и Square Enix Montreal) и прав на несколько игровых серий у Square Enix (Tomb Raider, Deus Ex, Thief, Legacy of Kain и более 50 игр из каталога Square Enix Holdings). При этом Square Enix продолжит издавать часть своих игровых серий, вроде Just Cause и Life is Strange. Общая сумма сделки составляет 300 млн долларов. Сделка завершилась 26 августа, и Square Enix Montreal стала частью Embracer Group.
В октябре 2022 года студия прошла ребрендинг и поменяла своё название на Onoma (с греческого — «Имя»). 1 ноября 2022 года Embracer Group объявила о закрытии студии, спустя три недели после ребрендинга. На момент закрытия в студии работало около 200 человек. Часть сотрудников была переведена в Eidos Montreal. В связи с этим, разработчики объявили о прекращении поддержки Deus Ex GO, Space Invaders: Hidden Heroes, Hitman: Sniper — The Shadows и Arena Battle Champions — с декабря 2022 года все игры данной студии были удалены из всех цифровых магазинов.

## Игры
| Год  | Игра                       | Платформа(ы) | Платформа(ы) | Платформа(ы) | Платформа(ы) | Платформа(ы) | Платформа(ы) | Платформа(ы) | Платформа(ы) |
| Год  | Игра                       | And          | iOS          | WP           | Win          | Mac          | Lin          | PS4          | Vita         |
| ---- | -------------------------- | ------------ | ------------ | ------------ | ------------ | ------------ | ------------ | ------------ | ------------ |
| 2014 | Hitman GO                  | Да           | Да           | Да           | Да           | Нет          | Да           | Да           | Да           |
| 2015 | Hitman: Sniper             | Да           | Да           | Нет          | Нет          | Нет          | Нет          | Нет          | Нет          |
| 2015 | Lara Croft GO              | Да           | Да           | Да           | Да           | Да           | Да           | Да           | Да           |
| 2016 | Deus Ex GO                 | Да           | Да           | Да           | Да           | Нет          | Нет          | Нет          | Нет          |
| 2022 | Hitman Sniper: The Shadows | Да           | Да           | Нет          | Нет          | Нет          | Нет          | Нет          | Нет          |
| 2022 | Tomb Raider Reloaded       | Да           | Да           | Нет          | Нет          | Нет          | Нет          | Нет          | Нет          |
| 2022 | Space Invaders             | Да           | Да           | Нет          | Нет          | Нет          | Нет          | Нет          | Нет          |
| 2022 | Avatar Generations         | Да           | Да           | Нет          | Нет          | Нет          | Нет          | Нет          | Нет          |